# Les Sinners
Cet article concerne le groupe canadien. Pour le groupe suédois, voir The Sinners.
Les Sinners est un groupe de garage rock canadien, originaire de Montréal, au Québec.

## Biographie
Les Sinners sont formés à l'été 1965 dans le quartier d'Outremont, à Montréal, au Québec,. Il est l'un des tout premiers groupes de garage francophones au Québec. Le tout premier concert du groupe s'effectue ici à l'école Querbes, dans un gymnase qui organisait des danses le samedi soir.
Leur premier album, Sinerisme, est publié en 1967 chez Rusticana. Cependant, ils se popularisent grâce à leur reprise de la première chanson Penny Lane des Beatles et sont diffusés à la radio. Penny Lane est publié comme single et est suivi par le premier album studio officiel du groupe, Sinnerismes, publié au label Jupiter, distribuée par London Records. Cet opus connait un vrai succès
En 1968, le groupe publie son troisième album studio, Vox populi, qui est considéré comme l'une des œuvres les plus importantes de rock québécois des années 1960. Cette même année, ils se font encore remarquer avec trois morceaux : Go Go Trudeau, Les Hippies du quartier, et La ballade du bûcheron, un titre alternatif pour Le retour des chantiers de Serge Deyglun. 
Les Sinners adoptent entre 1968 et 1970, le nom de La Révolution française et sortent les albums C.Cool (1968) et Québécois (1969). Ils reprennent le nom des Sinners et publient en 1971 l'album homonyme, Sinners au label Trans World. Le groupe met fin à ses activités en 1976.
En 2016, Charles Prévost-Linton annonce la sortie de son ouvrage Cette voix qui nous habite, aux éditions Marcel Broquet.

## Discographie
- 1967 : Sinerisme (Rusticana)
- 1968 : Sinnerismes (Jupiter)
- 1968 : Vox populi (Jupiter)
- 1968 : C.Cool (CANUSA, sous La Révolution française)[6]
- 1969 : Québécois (Trans-Canada, sous La Révolution française)[6]
- 1971 : Sinners (Trans World)
- 1975 : ? (Chelsea)
- 1976 : Le Chemin de croix de Jos Roy (Columbia Records)